# كارين كيلر سوتر
كارين كيلر سوتر (من مواليد 22 ديسمبر 1963) هي سياسية سويسرية تعمل كعضو في المجلس الفيدرالي السويسري منذ عام 2019. و عضو في الحزب الليبرالي الراديكالي ، هي وزيرة العدل والشرطة الفيدرالية .

## السيرة شخصية

### النشأة والمسيرة المهنية
عاشت كارين كيلر سوتر طفولتها في ويل قبل أن تنتقل إلى نوشاتيل . درست الترجمة اللغوية في مدرسة الترجمة في زيورخ (الآن مدرسة اللغويات التطبيقية في جامعة العلوم التطبيقية في زيورخ). ثم دراست العلوم السياسية في لندن ومونتريال. حصلت أيضًا على درجة الدراسات العليا في علم أصول التدريس من جامعة فريبورغ وعملت كأستاذة . كيلر-سوتر نائب رئيس سابق لمجلس أمناء مؤسسة سانت غالن للدراسات الدولية . 

### الحياة السياسية
بدأت كيلر سوتر المسار السياسي كعضو في المجلس البلدي لبلدة ويل بين عامي 1992 و 2000. ثم ترأست المجلس البلدي في عام 1997. و من عام 1996 إلى عام 2000 ، كانت نائبة في مجلس الكانتونات في كانتون سانت غالن ، بينما كانت ترأس الفرع المحلي للحزب الديمقراطي الحر.
في 12 مارس 2000 ، تم انتخاب كيلر سوتر عضوًا في المجلس التنفيذي في كانتون سانت غالن ، حيث تم تعيينها في وزارة الأمن والعدالة. كما شغلت منصب نائب رئيس مؤتمر مدراء الكانتونات لشؤون العدل والشرطة. و ترأست الحكومة في 2006-2007.
في 22 سبتمبر 2010 ، كانت كيلر سوتر مرشحة للمجلس الفيدرالي السويسري لتخلف هانز رودولف ميرز لكنها لم تنتخب ؛ و فاز يوهان شنايدر أمّان بالمقعد.  و في 23 أكتوبر 2011 ، تم انتخابها بنسبة 65٪ من الأصوات لتمثيل كانتون سانت غالن في مجلس الولايات . و شغلت منصب رئيس مجلس الولايات في 2017-2018.
في 8 أكتوبر 2018 ، أعلنت مرة أخرى ترشحها للمجلس الفيدرالي السويسري ، وهذه المرة لمنصب شنايدر أمّان المتقاعدة حديثًا ، التي هزمتها قبل ثماني سنوات.  و في 5 ديسمبر 2018 ، تم انتخابها للمجلس الاتحادي بأغلبية 154 صوتًا من أصل 237 ، إلى جانب فيولا أمهيرد من حزب الشعب الديمقراطي المسيحي . 
في 6 أغسطس 2025، أعلنت الحكومة السويسرية أن الرئيسة كارين كيلر سوتر ووزير الاقتصاد غاي بارميلان توجها إلى العاصمة الأمريكية واشنطن، في مسعى دبلوماسي لتجنب فرض رسوم جمركية بنسبة 39% على الصادرات السويسرية إلى الولايات المتحدة، وهي الرسوم التي كان قد أعلن عنها الرئيس الأمريكي آنذاك دونالد ترامب.

## روابط خارجية
- موقع كارين كيلر سوتر نسخة محفوظة 3 سبتمبر 2010 على موقع واي باك مشين.